# André Cornélis (film, 1918)
Pour les articles homonymes, voir André Cornélis.
Pour plus de détails, voir Fiche technique et Distribution.
André Cornélis est un film muet français réalisé par Georges Denola et Jean Kemm, sorti en 1918.
Ce film est une adaptation du roman éponyme de Paul Bourget, publié en 1887. Jean Kemm a par la suite réalisé une autre version également intitulée André Cornélis en 1927.

## Synopsis
M. Cornélis meurt mystérieusement après avoir découvert qu'un de ses amis, M. Termonde (Pierre Magnier) était amoureux de sa femme. Le fils de la victime, André Cornélis (Romuald Joubé) souffre du remariage de sa mère avec M. Termonde alors qu'il est encore jeune. Pour retrouver une paix intérieure, André, se met à enquêter sur la mort de son père et finit par tuer le second mari de sa mère.

## Fiche technique
- Titre : André Cornélis
- Réalisation : Georges Denola et Jean Kemm
- Scénario : d'après le roman éponyme de Paul Bourget
- Photographie : René Gaveau
- Société de production : Société cinématographique des auteurs et gens de lettres (S.C.A.G.L)
- Société de distribution :  Pathé Frères
- Pays de production :  France
- Langue : film muet avec les intertitres en français
- Format : Noir et blanc — 35 mm — 1,33:1 — Muet
- Genre : Film dramatique
- Métrage : 1 500 mètres
- Durée : 50 minutes
- Date de sortie :
  - France : 6 septembre 1918

## Distribution
- Romuald Joubé : André Cornélis
- Pierre Magnier : M. Termonde
- Henry Krauss :
- Jean Kemm :
- Paul Duc :
- Mary Dorska : Mme Termonde
- Marie Louise Derval :